# Helvetica Chimica Acta
Helvetica Chimica Acta è una rivista accademica che si occupa di chimica.
Fondata dalla Società Chimica Svizzera, nel 2020 aveva un impact factor pari a 2,164